# 粤汉街道
粤汉街道，是中华人民共和国湖南省衡陽市珠晖区下辖的一个乡镇级行政单位。

## 行政区划
粤汉街道下辖以下地区：
安居里社区、向荣里社区、粤汉社区、机场社区和滨江社区。